# بلانکا (کلرادو)
بلانکا (به انگلیسی: Blanca) شهری در ایالت کلرادو کشور ایالات متحده آمریکا است که جمعیت آن در سرشماری سال ۲۰۱۰ میلادی، ۳۸۵ نفر بوده‌است.